# Jacobus George Robbers
(Niet te verwarren met zijn zoon Jacobus George Robbers Jr. (1872-1927), auteur van Het auteursrecht. Opmerkingen en beschouwingen (Amsterdam, 1896).)

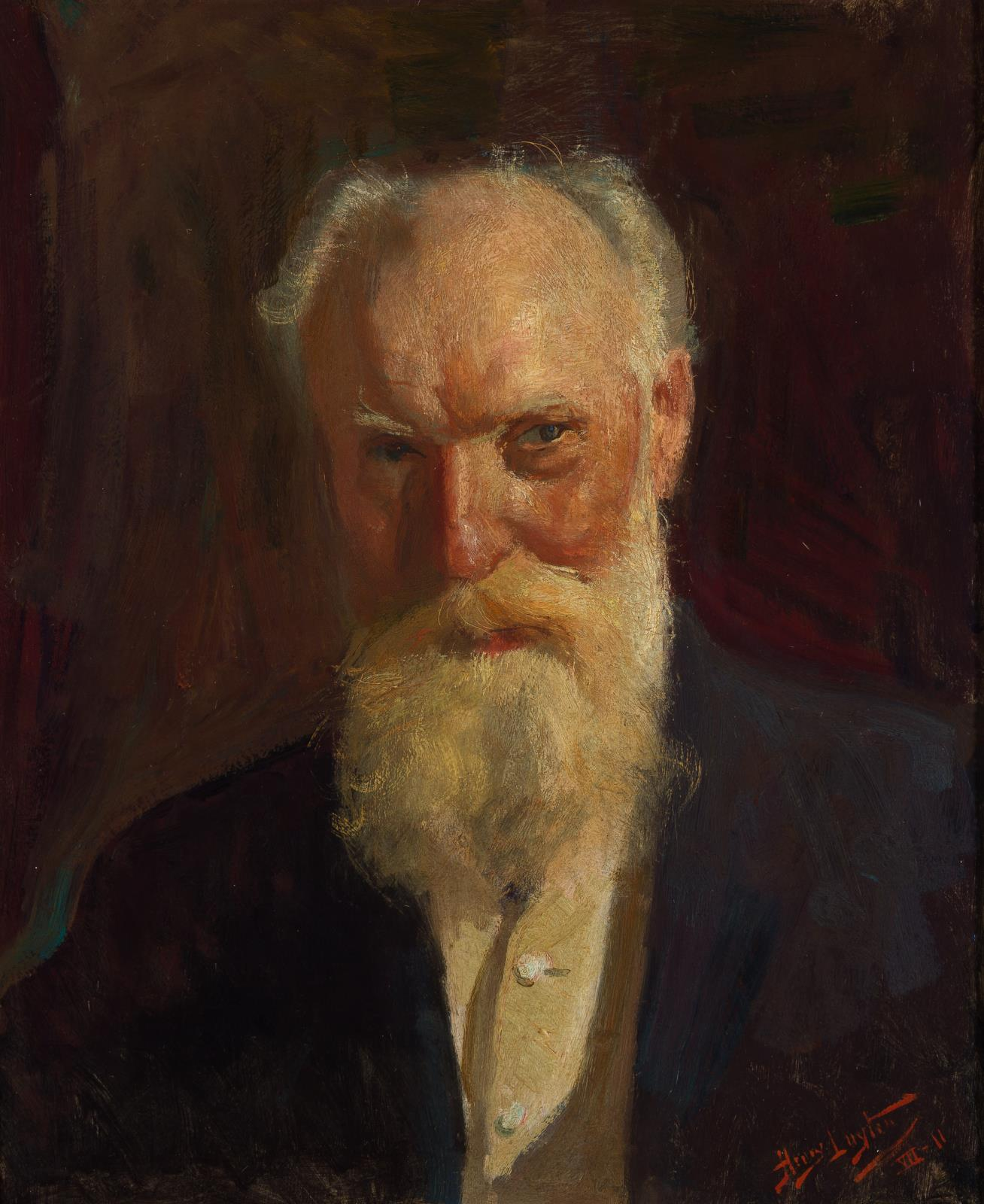
Jacobus George Robbers

Jacobus George Robbers (Rotterdam, 27 mei 1838 - Den Haag, 28 november 1925)  was een Nederlandse boekhandelaar en uitgever. Hij is oprichter van uitgeverij Jacs. G. Robbers en van Uitgevers-Maatschappij Elsevier en is daarmee de grondlegger van het informatieconcern RELX. Hij is ook de oprichter van Elsevier's Geïllustreerd Maandschrift en De Week. Hij was met ingang van de tweede druk de uitgever van de Winkler Prins Encyclopedie.

## Levensloop
In opdracht van zijn vader zocht hij als zestienjarige een baantje bij een kantoor. In die tijd, personeelsadvertenties bestonden nog niet, informeerde je dan bij firma's met de vraag of ze nog een jongste bediende nodig hadden. Hij had succes bij een expediteur en later bij een boekhandel. Volgens zijn zoon Herman Robbers vond hij daar de bestemming voor zijn werkzame leven.
Op 23 december 1857 - hij was nog niet meerderjarig volgens de toenmalige wetgeving - kreeg hij van de kantonrechter in Rotterdam toestemming (de zogeheten 'handlichting') een eigen zaak te beginnen. Vanuit een achterkamer aan de Rotterdamse Hoofdsteeg begon Robbers met het importeren van Engelstalige en andere buitenlandse boeken en tijdschriften. Adressen die na de Hoofdsteeg volgenden waren: Het Steiger, de Scheepmakershaven, op de Boompjes, en aan het Haringvliet.

### Uitgeverij Jacs. G. Robbers
Een kleine tien jaar later begon Robbers onder de naam Jacs. G. Robbers in Rotterdam zelf ook boeken uit te geven. Zijn eersteling verkocht volgens zijn zoon Herman niet goed en heette De cholera in hare bakermat. Met eene korte beschrijving van de pathologie en de behandeling der ziekte. Het was geschreven door de Britse legerarts John Macpherson (1817-1890) en uit het Engels vertaald door de Rotterdamse geneesheer dr Gerardus Vrolik (1825 - ?). Het is niet helemaal zeker of dit inderdaad zijn eerste uitgave was, want in hetzelfde jaar verscheen ook een Franstalig (!) boek,	
Guide élémentaire ou sujets de lecture et de conversation pour instituts et usage privé. Arrangé pour la jeunesse hollandaise, geschreven door G. Nuyten, waarvan een eerste druk was verschenen in 1863, mogelijk niet bij Robbers.
Al snel volgden prentenboeken, jongensboeken, waaronder die van Jules Verne, reisverslagen van Johan Hendrik van Balen (1851 - 1921) en overvloedig geïllustreerde boeken over vreemde volken en de schoonheid van Europa.
Gedurende zijn hele leven zou Robbers, naast directeur van Uitgevers-Maatschappij Elsevier, 'op eigen naam' boeken uitgeven. En vanaf het begin niet alleen in het Nederlands, maar ook in het Frans en Engels, zoals, in 1872, het broemde The Rise of the Dutch Republic, uit 1856, van John Lothrop Motley. Ook zijn zoons Jacobus George Jr. en Herman publiceerden bij de uitgeverij die hun familienaam droeg.

### Uitgevers-Maatschappij Elsevier
In 1880 nam hij het initiatief, geholpen door vier kompanen, tot oprichting van Uitgevers-Maatschappij Elsevier. Met als officiële oprichtingsdatum 4 maart 1880. Het betrof een naamloze vennootschap, de eerste in de wereld van de boekuitgeverij. Het startkapitaal kwam uit de verkoop van honderd aandelen à duizend gulden. Robbers werd directeur, de overige vier commissaris. Dat waren de uitgevers en boekhandelaren George Lodewijk Funke, Gualtherus Kolff, Karel Hermanus Schadd en Jan Hendrik de Groot.
Deze uitgeverij, door Robbers als 'bijzaakje' begonnen, zou na de Tweede Wereldoorlog, geholpen door de grote winsten die Elsevier Weekblad boekte, uitgroeien tot de grootste wetenschappelijke uitgeverij ter wereld, het nog steeds bestaande Elsevier, voorheen Elsevier Science genaamd (om onderscheid te maken met de gelijknamige uitgeverij van algemene boeken, onderdeel van hetzelfde concern) en tegenwoordig onderdeel van het informatieconcern RELX.
Na de aankoop van de importeur van Franstalige boeken Feikema Caarelsen & Co, die in Amsterdam was gevestigd, verhuisd Robbers per 1 januari 1887 niet alleen zijn eigen onderneming Jacs. G. Robbers, maar ook Uitgevers-Maatschappij Elsevier van Rotterdam naar Amsterdam, een logische keuze voor een boekhandelaar. De firma's worden gevestigd aan de Nieuwezijds Voorburgwal, nummer 64. Zelf betrok hij met zijn gezin een huis aan de Keizersgracht.

### Elsevier's Geïllustreerd Maandschrift
Volgens zijn zoon Herman was Robbers' grote liefde Elsevier's Geïllustreerd Maandschrift, het maandblad dat hij al snel na de oprichting van Uitgevers-Maatschappij Elsevier begon voor te bereiden en waarvan in januari 1891 het eerste nummer verscheen. Jarenlang was hij, aldus Herman Robbers, de 'eigenlijke samensteller' van 'zijn lievelingsuitgave'. Er waren wel (hoofd)redacteuren, maar die waren slechts zijn 'litteraire zifters en raadgevers'. Hij leidde steevast de redactievergaderingen, zelfs toen zijn zoon Herman (in 1905) al hoofdredacteur was geworden en bleef de redactie tot zijn dood met adviezen bestoken.
Robbers, lange tijd importeur van Engelstalige en andere buitenlandse tijdschriften immers, had zijn blad gemodelleerd naar Amerikaanse voorbeelden als Harper's Monthley en The Century. Maar had ook duidelijk gekeken naar het Duitse Velhagen und Klasings Monatsheften en het Franse Revue illustrée. Een tijdschrift dus met geïllustreerde bellettrie en verder goed geschreven geïllustreerde artikelen over beeldende kunst en populaire wetenschap. Vandaar dat de ondertitel van Elsevier's luidde: 'Verzameling van Nederlandsche letterkundige kunstwerken, geïllustreerd door Nederlandsche kunstenaars'. Deze ondertitel verdween in 1901, tegelijk met de verandering van het formaat.
Het maandschrift was toonaangevend, tot, gedwongen door de Duitse bezetting, in december 1940 het zeshonderdste en laatste nummer verscheen.

### De Week
Minder succesvol was het weekblad, eenvoudig De Week genaamd, dat Robbers aan het einde van de negentiende eeuw bedacht en waarvan het eerste nummer zaterdag 6 januari 1900 verscheen. Het als krant gedrukte blad was bedoeld voor de drukke zakenman, die geen tijd had om alle dagbladen te spellen. Robbers was zijn tijd (te) ver vooruit, want pas in 1923 werd in de Verenigde Staten het nieuwsweekblad Time met hetzelfde doel opgericht en dat bleek wel een succes. Ook het na de oorlog opgerichte weekblad Elsevier zou zich met succes richten op de 'drukke zakenman'. Robbers moest De Week, gedwongen door zijn aandeelhouders, na zes maanden opheffen.

## Persoonlijk
Robbers was getrouwd met Anna Elisabeth Nellen (1840 - 1902), het huwelijk werd voltrokken op 27 april 1864. Ze kregen 9 kinderen:
- Cornelis Henri ('Cor') (27 februari 1865 - 3 december 1913), later werkzaam bij Uitgevers-Maatschappij Elsevier.
- De tweeling Johan Hermann en Hermann Anton (16 augustus 1866 - Johan H. op 5 november 1867 en Hermann A. op 11 november 1867).
- Hermann Johan, ook wel gespeld als Herman, (4 september 1868 – 15 september 1937), romanschrijver, dichter, hoofdredacteur van Elsevier's Geïllustreerd Maandschrift en medeoprichter van de Vereniging van Letterkundigen.
- Jacobus George ('Koos') Jr. (12 augustus 1872 - 14 november 1927), auteur van het proefschrift Het auteursrecht. Opmerkingen en beschouwingen, uitgegeven bij zijn vaders eigen uitgeverij Jacs. G. Robbers (Amsterdam, 1896).), later werkzaam bij Uitgevers-Maatschappij Elsevier.
- Anna Elizabeth (9 december 1873 - 23 januari 1952)
- Marij, later gespeld als Mary (15 november 1875 - 27 september 1954), vertaalster (uit het Italiaans en Engels).
- Margaretha Adriana ('Go') (3 oktober 1879 -  4 februari 1973), lerares Engels
- Johann Gottfried ('Han') (23 februari 1881 - 30 december 1943), de enige zoon die niet in het familiebedrijf ging werken. Hij verwierf bekendheid als hoofdarchitect bij de Rijksgebouwendienst.

De drie dochters bleven ongehuwd, zouden bekend staan als ‘de tantes’ en leven van hun aandelen in de uitgeverij.